# Applied Optics
Applied Optics (Kurzbezeichnung nach ISO 4: Appl. Opt., häufig auch als AO abgekürzt) ist eine wissenschaftliche Fachzeitschrift mit Peer-Review, die seit 1962 existiert und von der Optical Society (OSA, früher Optical Society of America) herausgegeben wird.
Die Artikel in Applied Optics erscheinen ausgabenunabhängig online; die Zeitschriftenausgaben erscheinen dreimal monatlich jeweils am 1., 10. und 20. jedes Monats, und zwar sowohl online als auch als Printausgabe.
Der thematische Bereich der Artikel in Applied Optics umfasst originäre Forschung sowie Übersichtsartikel aus anwendungsorientierten Bereichen von Optik und Photonik, darunter Lasertechnik, optische Datenverarbeitung und Umweltanalytik.
Mit einem Impact Factor von 1,973 für das Jahr 2018 nimmt die Zeitschrift in der Statistik der Journal Citation Reports (JCR) Platz 47 unter 95 Journalen im Themenbereich Optik ein. Die Platzierung hat sich damit seit der Jahrtausendwende deutlich verschlechtert; so hatte die Zeitschrift für das Jahr 2000 in ihrem Themenbereich noch Platz 13 unter damals 57 Titeln inne. Bezüglich der absoluten Zitationszahlen steht das Journal mit 49.871 Zitaten aus dem Jahr 2018 aber immer noch an vierter Stelle der in den JCR verzeichneten Optik-Zeitschriften und auf Platz 16 der 320 dort erfassten Physik-Zeitschriften.
Wissenschaftlicher Herausgeber von Applied Optics ist Ronald Driggers von der University of Central Florida (USA).